# Macquarie Dictionary
Il Macquarie Dictionary è il principale dizionario della lingua inglese australiana.
È generalmente considerato tra le fonti più autorevoli e affidabili sull'inglese australiano. In origine si trattava di un progetto editoriale della Jacaranda Press, una casa editrice di Brisbane, per la quale è stato formato un comitato editoriale in gran parte composto dal dipartimento di Linguistica della Macquarie University di Sydney. Successivamente è stato pubblicato dalla Macquarie Dictionary Publishers.
Oltre al dizionario in due volumi, vengono pubblicate edizioni più piccole tra cui: il Macquarie Concise Dictionary, il Macquarie Compact Dictionary, il Macquarie Budget Dictionary e il Macquarie Little Dictionary.